# Sauerthal
Sauerthal ist eine Ortsgemeinde im Rhein-Lahn-Kreis in Rheinland-Pfalz. Sie gehört der Verbandsgemeinde Loreley an, die ihren Verwaltungssitz in St. Goarshausen hat.

## Geographie
Der Ort liegt im Tiefenbachtal im Taunus direkt an der hessischen Grenze. Zu Sauerthal gehören auch die Wohnplätze Grube Nordstern, Hof Oders, Hof Sauerberg und die Sauerburg.

## Geschichte

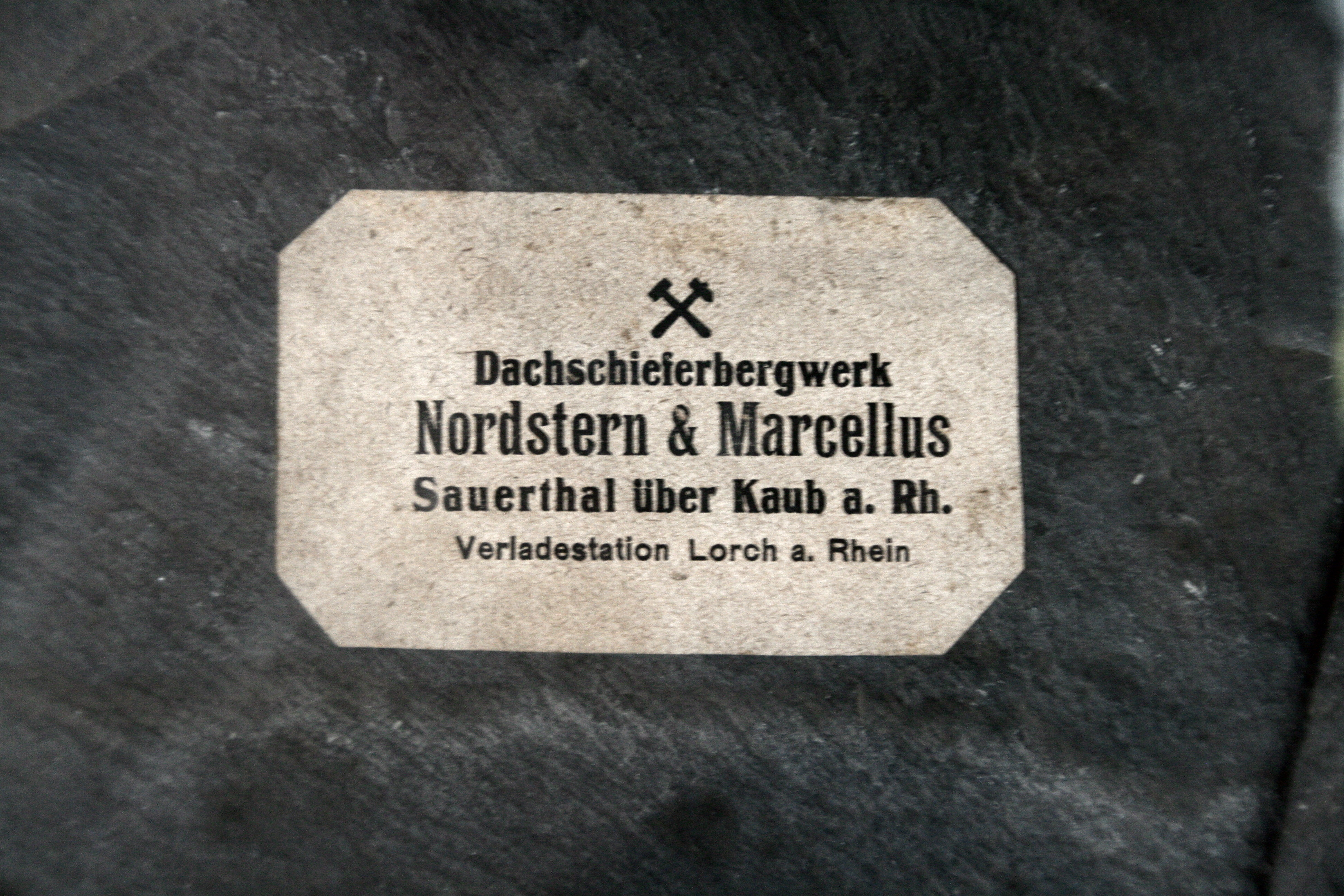
Schieferprobe des Bergwerkes Nordstern & Marcellus

1291 wurde der Ort „Surenburn“ beim Verkauf von Rechten und Gütern der Grafen von Sponheim an die Pfalzgrafen erstmals erwähnt. Um 1355 erbaute Pfalzgraf Ruprecht die Sauerburg, die 1689 im Pfälzischen Erbfolgekrieg von Truppen des französischen Königs Ludwig XIV. zerstört wurde.
In mehreren Gruben in Ortsnähe fand Schieferbergbau statt. Abgebaut wurden die Lagerstätten des Kauber Zuges z. B. in den Gruben Hundsberg (bis 1926), Stirn, Leda, Fortuna und Jakobine & Beharrlichkeit (alle bis 1950), Nordstern & Marcellus sowie Wilhelmine (beide bis 1953). Mit Schließung der Grube Heppenberg (1975) endete der Schieferbergbau in Sauerthal.
Die Reichsfreiherrn von Sickingen erbten im Jahr 1692 die Herrschaft, die nach kurzer französischer Besatzung 1806 durch die Rheinbundakte in den Besitz des Herzogtums Nassau kam. Im Herzogtum Nassau wurde es dem Amt Caub zugeordnet, das 1816 im Amt St. Goarshausen aufging. Mit Schreiben vom 25. Oktober 1808 hob Nassau auch die Patrimonial-Gerichtsbarkeit des Grafen von Sickingen auf. Dies wurde jedoch nicht durchgesetzt. Faktisch übte der Gerichtshalter des Grafen bis zu seinem Tode im Jahr 1818 die Gerichtsbarkeit erster Instanz aus. Über die Entschädigungssumme und die Übernahme der Schulden des Grafen von Sickingen durch das Herzogtum kam es am 15. Dezember 1815 zu einem Vergleich. Nach weiteren Verhandlungen wurde am 17. Dezember 1825 einseitig durch Nassau eine Entschädigungsrente von 267,33 Gulden festgesetzt. Der hochverschuldete Graf lehnte dies ab. Nachdem Franz von Sickingen als letzter seines Geschlechtes am 25. November 1834 starb, wurde die Summe an dessen Gläubiger, den Freiherren Karl von Gemmingen am 1. Mai 1841 ausgezahlt.
Nach der Annexion des Herzogtums Nassau 1866 durch das Königreich Preußen wurde der Ort preußisch.
Nach dem Ersten Weltkrieg befand sich der Ort während der alliierten Rheinlandbesetzung in einem schmalen Korridor zwischen den rechtsrheinischen Brückenköpfen der Amerikaner um Koblenz und der Franzosen um Mainz. Das Gebiet bestand bis zur militärischen Besetzung durch Frankreich im Jahr 1923 als sogenannter Freistaat Flaschenhals.
Nach dem Zweiten Weltkrieg lag der Ort in der Französischen Besatzungszone direkt an der Zonengrenze zu dem von den Amerikanern besetzten Hessen und ist seit 1946 Teil des Landes Rheinland-Pfalz.

## Politik

### Gemeinderat
Der Gemeinderat in Sauerthal besteht aus sechs Ratsmitgliedern, die bei der Kommunalwahl am 9. Juni 2024 in einer Mehrheitswahl gewählt wurden, und dem ehrenamtlichen Ortsbürgermeister als Vorsitzendem.

### Bürgermeister
Ortsbürgermeister von Sauerthal ist Stefan Vohs. Bei der Direktwahl am 26. Mai 2019 war kein Kandidat angetreten. Vohs wurde durch den Gemeinderat in der konstituierenden Sitzung am 24. Juni 2019 wiedergewählt. Auch für die Direktwahl am 9. Juni 2024 wurde kein Wahlvorschlag eingereicht. Da auf der konstituierenden Sitzung am 26. August kein Bürgermeister gewählt werden konnte, ist die ausstehende Wahl bei der Sitzung am 7. Oktober 2024 erneut auf der Tagesordnung.

## Kultur und Sehenswürdigkeiten
- Kirche St. Anna
- Neugotisches Grabmal des Reichsgrafen Franz von Sickingen († 1834) auf dem Friedhof von Sauerthal, errichtet vom Historiker und Lehrer Karl Rossel
- Der Sauerbrunnen in der Ortsmitte
- Über dem Ort steht die Sauerburg.

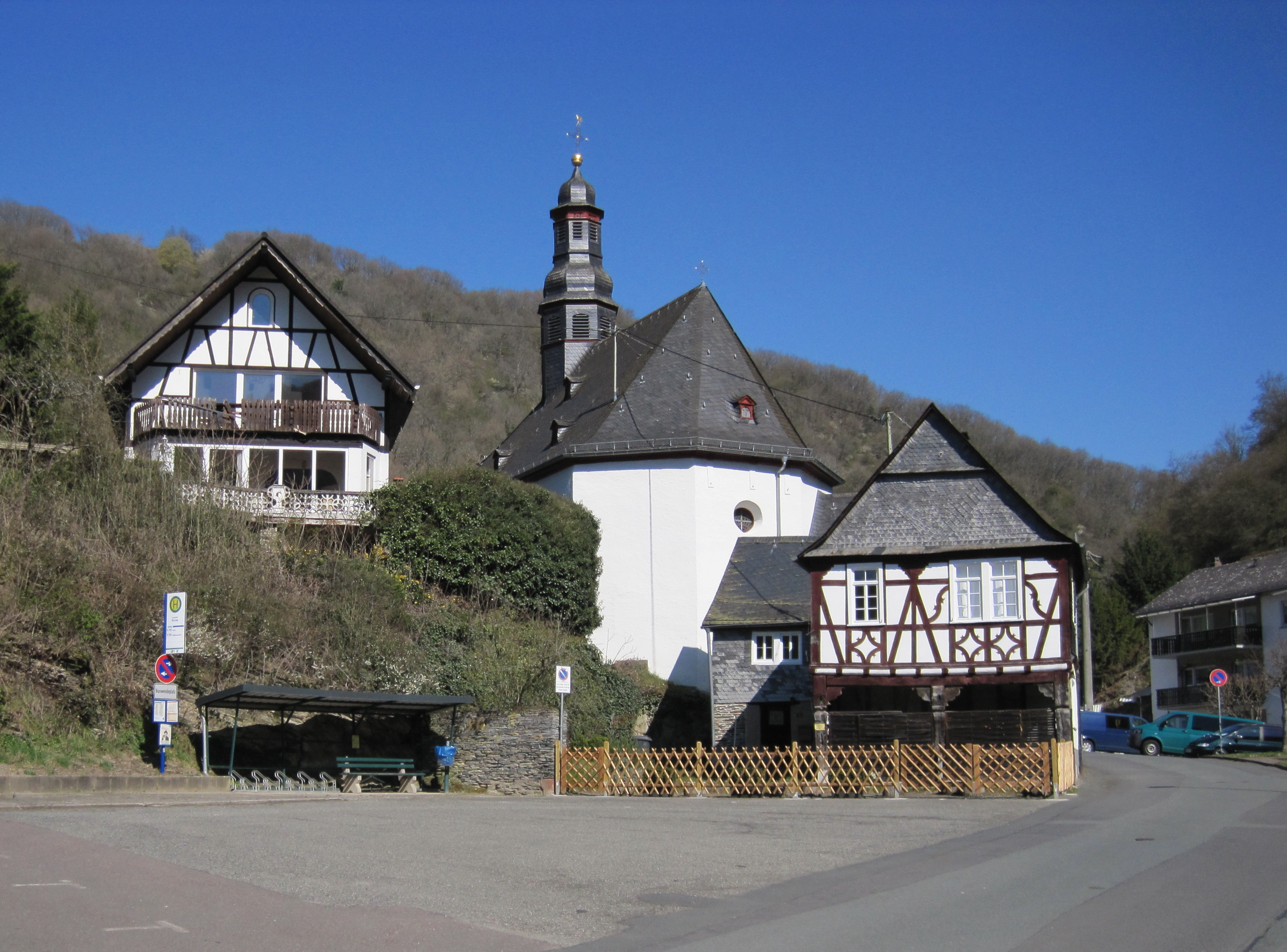
Sauerthal
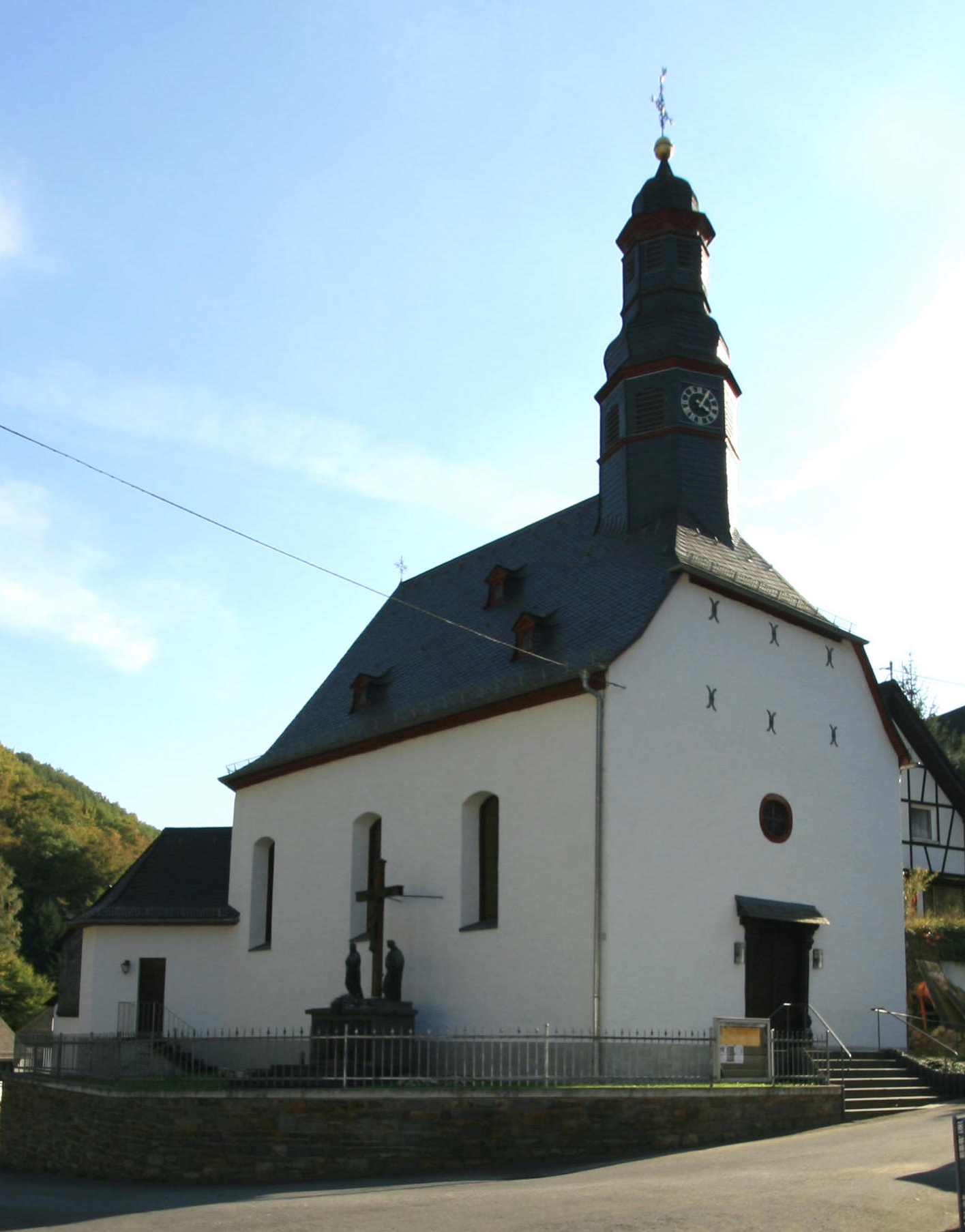
Filialkirche St. Anna
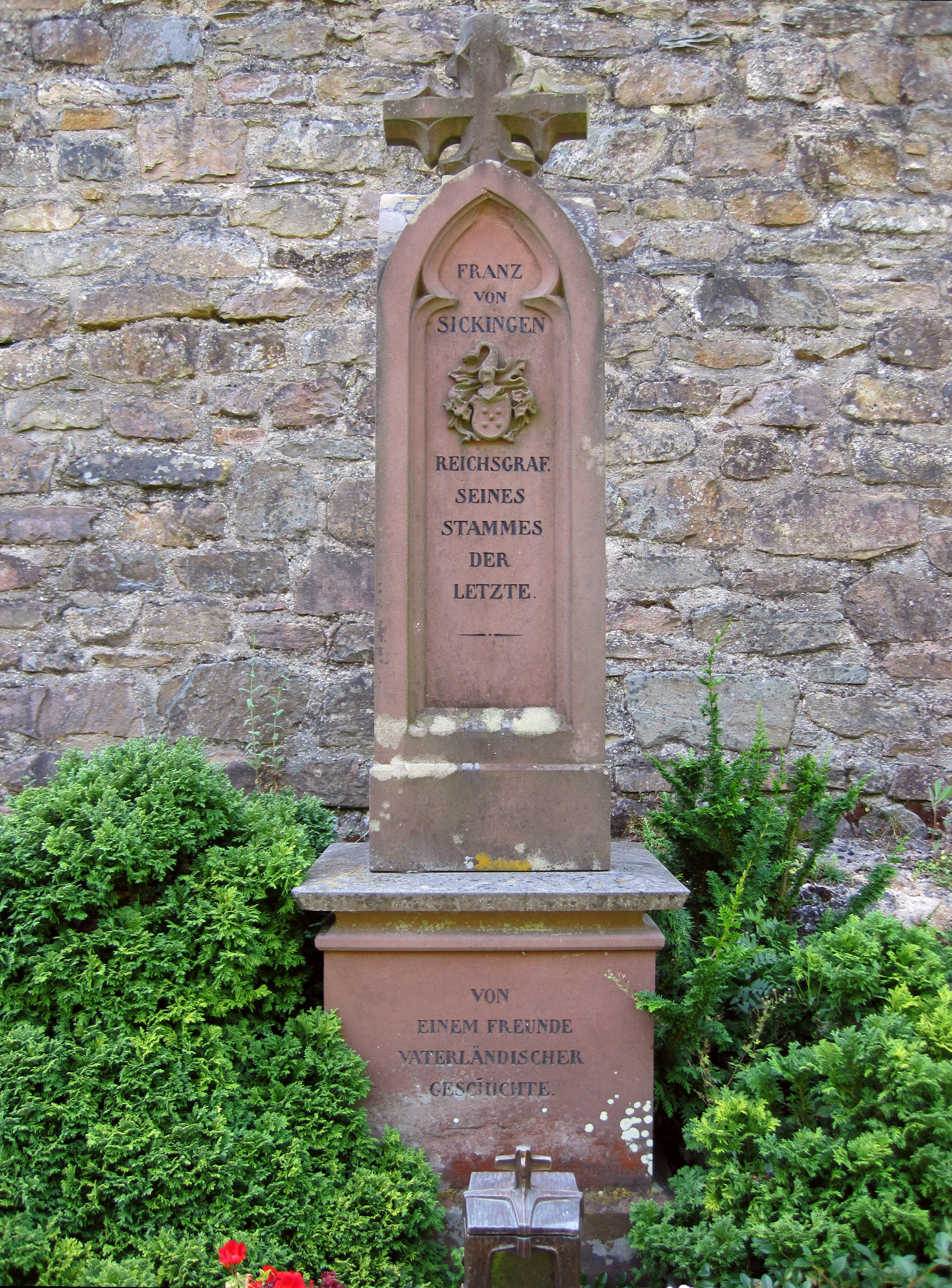
Grabmal Reichsgrafs Franz von Sickingen († 1834)
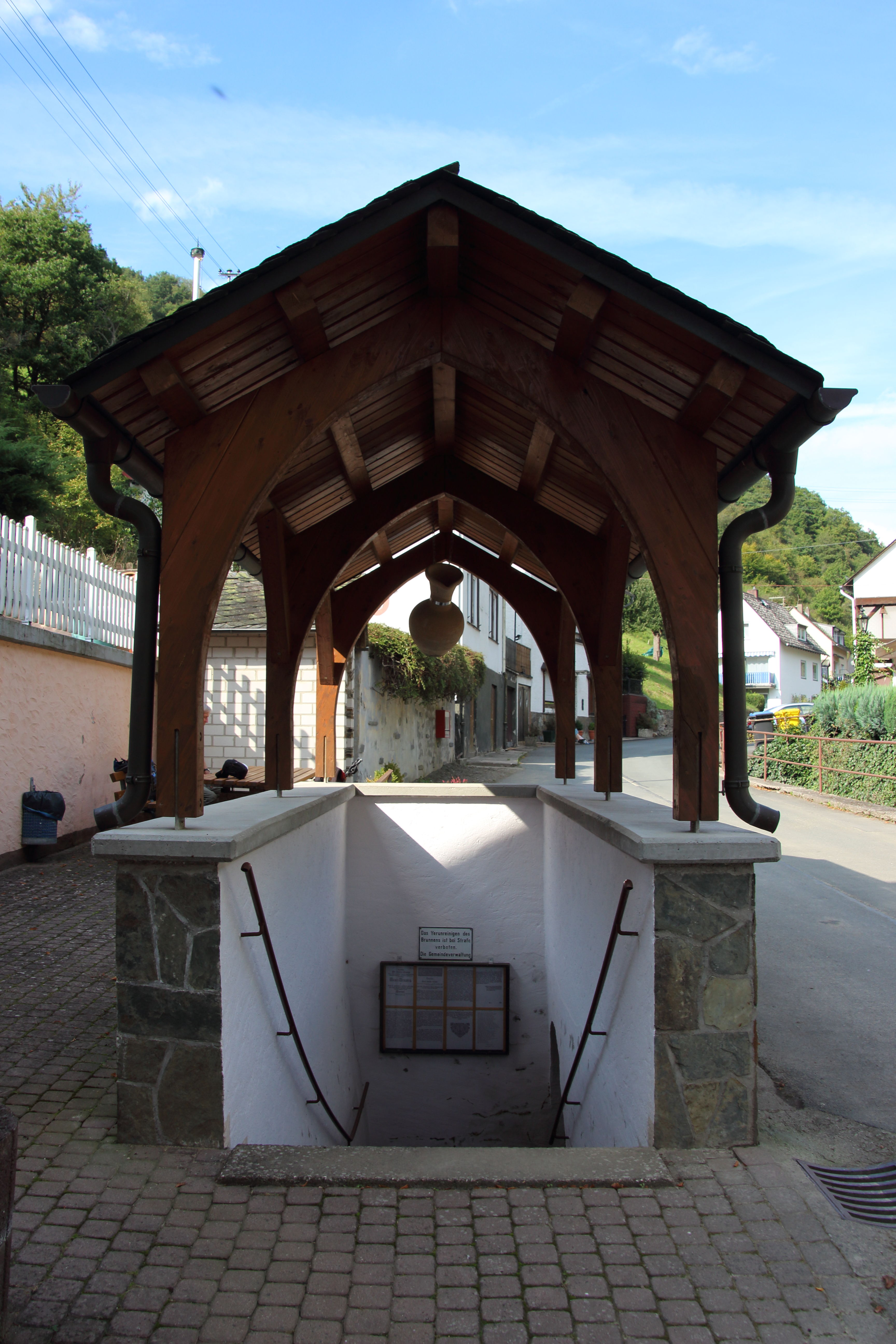
Der Sauerbrunnen (im Ort)
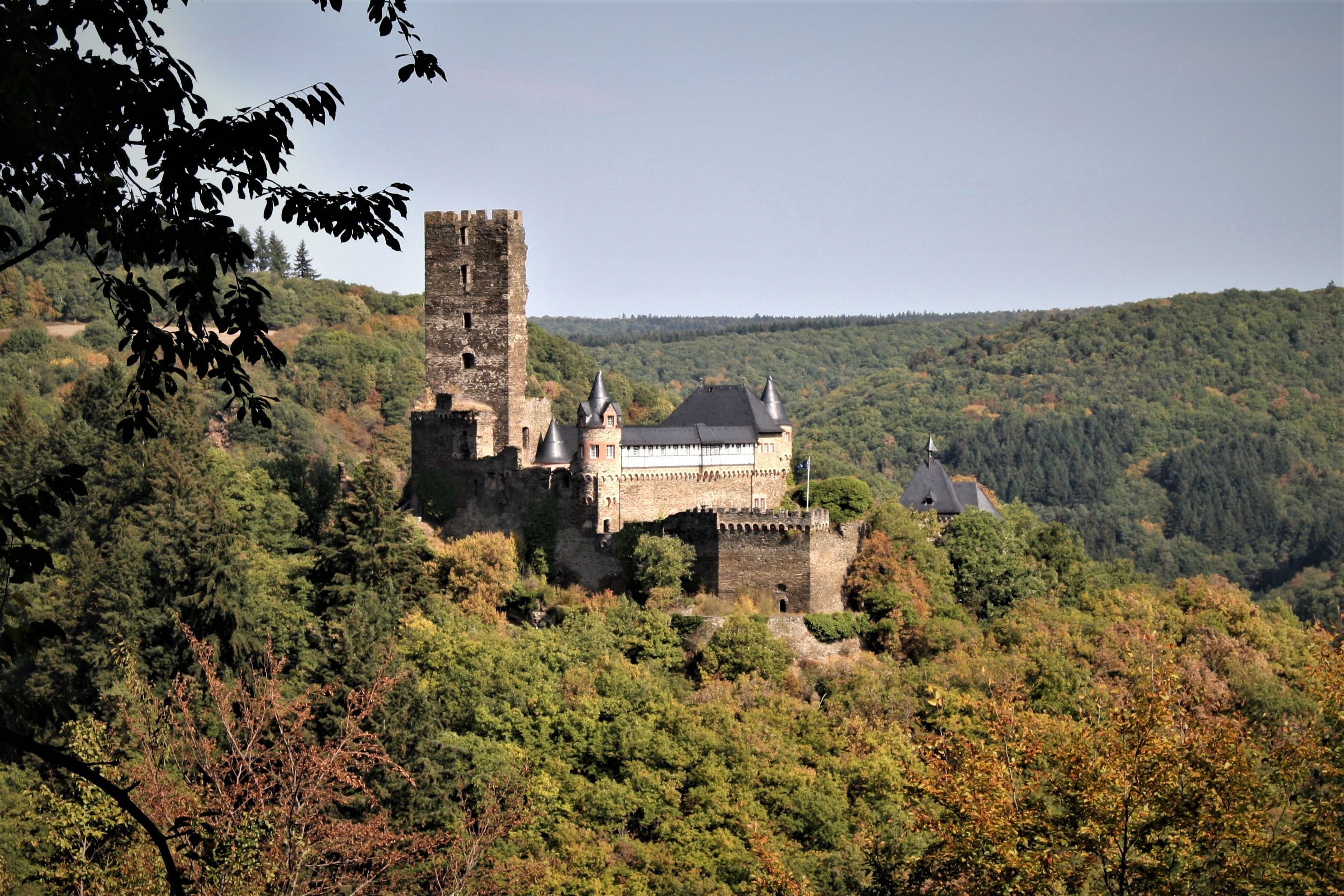
Die Sauerburg (über dem Ort)

## Verkehr und Infrastruktur
Sauerthal ist eine funktionelle Exklave; der Ort ist auf der Straße nur aus Hessen erreichbar. Die Kreisstraße 101 führt über die Grenze nach Hessen als Kreisstraße 623 und verbindet den Ort mit dem überregionalen Straßennetz.
Obwohl Sauerthal eigentlich wie der Rest des Rhein-Lahn-Kreises dem Verkehrsverbund Rhein-Mosel (VRM) angehört, wird der Ort ausschließlich von einer Linie des hessischen Rhein-Main-Verkehrsverbundes (RMV) bedient, die den Ort mit Lorch verbindet. Die Kinder aus Sauerthal besuchen hessische Schulen.